# 山仲善彰
山仲 善彰（やまなか よしあき、1950年（昭和25年）11月1日 - 2024年4月28日）は、日本の政治家。元滋賀県野洲市長（3期）。

## 来歴
滋賀県野洲市出身。同志社大学卒業。1977年（昭和52年）4月、滋賀県庁に入庁。知事公室長、琵琶湖環境部長、県理事などを歴任した。
2008年（平成20年）7月、滋賀県庁を退職。同年10月12日に行われた野洲市長選挙に、前市長の山崎甚右衛門の後継者指名と連合滋賀の推薦を受けて立候補。元市議の藤村洋二、元市議の荒川泰宏、元市職員の舩橋登志夫ら3候補を破り初当選を果たした（山仲：8,044票、藤村：6,449票、荒川：5,083票、舩橋：2,010票）。投票率は55.91％だった。10月31日、市長就任。
2012年（平成24年）、無投票で再選。2016年（平成28年）、前市議の栢木進ら2候補を破り3選。
2020年（令和2）年、4選を目指し立候補するも、元市議の栢木進に敗れ落選。
2024年4月28日、胃がんのため滋賀県守山市内の病院で死去した。73歳没。

## 政策・人物
- 2019年（平成31年）4月、野洲市教育委員会が、記述内容を問題視して文科省の放射線副読本の回収を決定した件で、同月25日の定例会見で「丁寧な情報を若い世代に伝えることが大事。市教委の判断は適正」と発言した[7]。
- 2020年（令和2年）5月18日、新型コロナウイルス対策費に充てるため、草津市、守山市、栗東市の3市長と合同で自身の6月期末手当を全額返上すると発表した。教育長も同様に返上する[8][9]。